# Байракский сельсовет
Байракский сельсовет — упразднённые административно-территориальная единица и сельское поселение в Шадринском районе Курганской области Российской Федерации.
Административный центр — село Байрак.
С 23 декабря 2021 года Законом Курганской области от 10.12.2021 № 140 муниципальный район был преобразован в муниципальный округ, в административном районе упразднён сельсовет.

## История
Статус и границы сельского поселения установлены Законом Курганской области от 4 ноября 2004 года № 727 «Об установлении границ муниципального образования Байракского сельсовета, входящего в состав муниципального образования Шадринского района».

## Население
| 1989 | 2002 | 2004 | 2010 | 2012 | 2013 | 2014 |
| ---- | ---- | ---- | ---- | ---- | ---- | ---- |
| 284  | ↘221 | ↘213 | ↘106 | ↘99  | ↘89  | ↘74  |
| 2015 | 2016 | 2017 | 2017 | 2018 | 2019 | 2020 |
| ↘65  | ↘60  | ↘59  | ↗61  | ↘57  | ↘54  | →54  |

## Состав сельского поселения
| № | Населённый пункт | Тип населённого пункта       | Население |
| - | ---------------- | ---------------------------- | --------- |
| 1 | Байрак           | село, административный центр | →54       |